# Litia Naiqato
Litia Naiqato (25 de março de 1987) é uma jogadora de rugby sevens fijiana.

## Carreira
Litia Naiqato integrou o elenco da Seleção Fijiana Feminina de Rugbi de Sevens, na Rio 2016, que foi 8º colocada.